# Tang Muhan
Tang Muhan (en chino: 汤慕涵; Shenzhen, 4 de septiembre de 2003) es una deportista china que compite en natación, especialista en el estilo libre.
Participó en dos Juegos Olímpicos de Verano, obteniendo dos medallas, oro en Tokio 2020 en 4 × 200 m libre, y bronce en París 2024 en 4 × 200 m libre.
Ganó una medalla de bronce en el Campeonato Mundial de Natación de 2022, en la prueba de 20 m libre.

## Palmarés internacional
| Juegos Olímpicos   | Juegos Olímpicos   | Juegos Olímpicos  | Juegos Olímpicos |
| Año                | Lugar              | Medalla           | Prueba           |
| ------------------ | ------------------ | ----------------- | ---------------- |
| 2020               | Tokio (Japón)      | Medalla de oro    | 4 × 200 m libre  |
| 2024               | París (Francia)    | Medalla de bronce | 4 × 200 m libre  |
| Campeonato Mundial |                    |                   |                  |
| Año                | Lugar              | Medalla           | Prueba           |
| 2022               | Budapest (Hungría) | Medalla de bronce | 200 m libre      |